# Identitat
|  | «Identitat» redirigeix aquí. Vegeu-ne altres significats a «Identitat (desambiguació)». |

En matemàtiques, la paraula identitat té diversos significats importants:
- Una identitat és una igualtat que continua sent veritat sense importar el valor que prenguin les variables que hi surten, cal distingir-les de les igualtats les quals només són veritat en determinades condicions. Per això, de vegades es fa servir el símbol ≡. (Tot i que això pot ser ambigu perquè és el mateix símbol que es fa servir per a les relacions de congruència.)
- En àlgebra, la identitat  o l’element identitat o neutre d'un conjunt S amb una operació és un element e que operat amb qualsevol element s de S produeix altre cop s.
- La funció identitat d'un conjunt S en si mateix, escrita sovint com {\displaystyle \mathrm {id} } o {\displaystyle \mathrm {id} _{S}}, és una funció tal que {\displaystyle \mathrm {id} (x)=x} per a tot x de S.
- En àlgebra lineal, la matriu identitat és una matriu quadrada que té uns a la diagonal principal i zeros a qualsevol altre lloc.

De vegades les identitats s'indiquen amb el símbol ≡ enlloc de l'=, el símbol d'igualtat.

## Exemples

### Relació d'identitat
Un exemple habitual del primer significat és la identitat trigonomètrica
{\displaystyle \sin ^{2}\theta +\cos ^{2}\theta =1\,}
La qual és veritat per a tots els valors reals de {\displaystyle \theta } (atès que els nombres reals {\displaystyle \mathbb {R} } són el domini de sin i cos).
En canvi en el cas de:
{\displaystyle \cos \theta =1,\,}
És veritat només per alguns valors de {\displaystyle \theta }, no tots. Per exemple, l'última equació és veritat quan {\displaystyle \theta =0,\,}, i falsa quan {\displaystyle \theta =2\,}

### Element identitat
El nombre 0 és l’"element identitat de la suma" pels enters, els reals, i els complexos. Pels reals, per a tot {\displaystyle a\in \mathbb {R} ,}
{\displaystyle 0+a=a,\,}
{\displaystyle a+0=a,\,} i
{\displaystyle 0+0=0.\,}
De forma semblant, El nombre 1 és l"element identitat de la multiplicació" pels enters, els reals, i els complexos. Pels nombres reals, per a tot {\displaystyle a\in \mathbb {R} ,}
{\displaystyle 1\times a=a,\,}
{\displaystyle a\times 1=a,\,} i
{\displaystyle 1\times 1=1.\,}

### Funció identitat
Un exemple típic d'una funció identitat és la permutació identitat, la qual envia a cada element del conjunt {\displaystyle \{1,2,\ldots ,n\}} cap a si mateix.

## Comparació
Aquests significats no són mútuament excloents; per exemple, la permutació identitat és l'element identitat del conjunt de les permutacions de {\displaystyle \{1,2,\ldots ,n\}} per a l'operació de composició.